# Megatherm
A Megatherm Kft magyar tulajdonú, országos hálózattal rendelkező épületgépész-szakkereskedelmi vállalkozás.

## Története
A vállalat jogelődje családi vállalkozásként 1989-ben alakult, 1994-ben névváltoztatás útján  Megatherm Bt., majd növekedési következtében 1995-től Megatherm Kft néven folytatta működését. Az üzleti, közlekedési-logisztikai szempontból kiemelkedően kedvező elhelyezkedésű Pest megyei Érden alakította ki székhelyét, majd évről évre bővítette országossá szerelvénycentrum-hálózatát. 
Alakulásakor sokáig hiánypótló szerepet töltött be az európai, főként olasz import épületgépészeti szerelvények, csövek, fitting rendszerek forgalmazásában. Elsőként a Megatherm forgalmazásában kerültek magyar piacra az olasz Radiant hagyományos és kondenzációs kazánok, Luxor radiátorszelepek, Varem tágulási tartályok, IVR és Bugatti golyóscsapok és még számos, a szakmai körökben elismertnek számító márka. Az idők során jelentősen bővült a beszállítói paletta, napjainkban a Megatherm Kft szinte az össze hazánkban forgalmazott fontosabb épületgépészeti termékmárka kiemelt forgalmazói közé tartozik. A külföldi beszállítók száma is jelentősen bővült, több mint 20 országból érkeznek a kínálat elemei, így olyan világcégek is a Megatherm Kft-t választották partnerül, mint például a TermoTeknik cég (Caradon Group) a Star márkanevű acél lapradiátoraival is, amelyekből országosan már több mint egymillió darab került értékesítésre. 
A lakó- és középületek céljaira használatos fűtéstechnikai és csőszerelvény profil  fokozatosan kiegészült a szaniter termékek forgalmazásával is, amely ma már a vállalkozás forgalmának jelentős részét teszi ki. 
A Megatherm Kft élen járt szakterületén a nagy- és kiskereskedelem technológiai fejlesztésében is, Magyarországon valószínűleg elsőként alkalmazott internetes épületgépészeti nagykereskedelmi rendelési rendszert, illetve telephelyein a számlázás és készletnyilvántartás  on-line összeköttetése is forradalmi újdonság volt már a 2000-es évek elején.  Nagy hangsúlyt fektetett a megfelelő szakmai ismeretekkel rendelkező munkatársi gárda kialakítására, ezáltal tanácsadással is segíti lakossági és szakmai partnereit.
A Megatherm Kft. ügyvezetője, Hódi László 2008-ban a Vállalkozók Országos Szövetsége által alapított "Az Év Vállalkozója" címet kapta.
A vállalat, hálózatának bővítésével alapítása óta szinte minden évben növelni tudta forgalmát, 2024 végén már 20 értékesítési ponttal volt jelen országszerte. Épületgépészeti termékek terén nagykereskedelmi tevékenysége szintén országos jelentőségű, mintegy kétszáz szakkereskedést és közel ezer kivitelezőt szolgál ki termékeivel, és hozzávetőleg 170 főt foglalkoztat.  